# Megachile cestifera
Megachile cestifera är en biart som beskrevs av Raymond Benoist 1954. Megachile cestifera ingår i släktet tapetserarbin, och familjen buksamlarbin. Inga underarter finns listade i Catalogue of Life.